# Domaine d'Aiguebelle
Le domaine d'Aiguebelle est un domaine situé à Lambesc, dans les Bouches-du-Rhône en France. 

## Historique
Le domaine fait l’objet d’une inscription partielle et d'un classement partiel au titre des monuments historiques depuis le 9 avril 1979.